# Maison Mercier

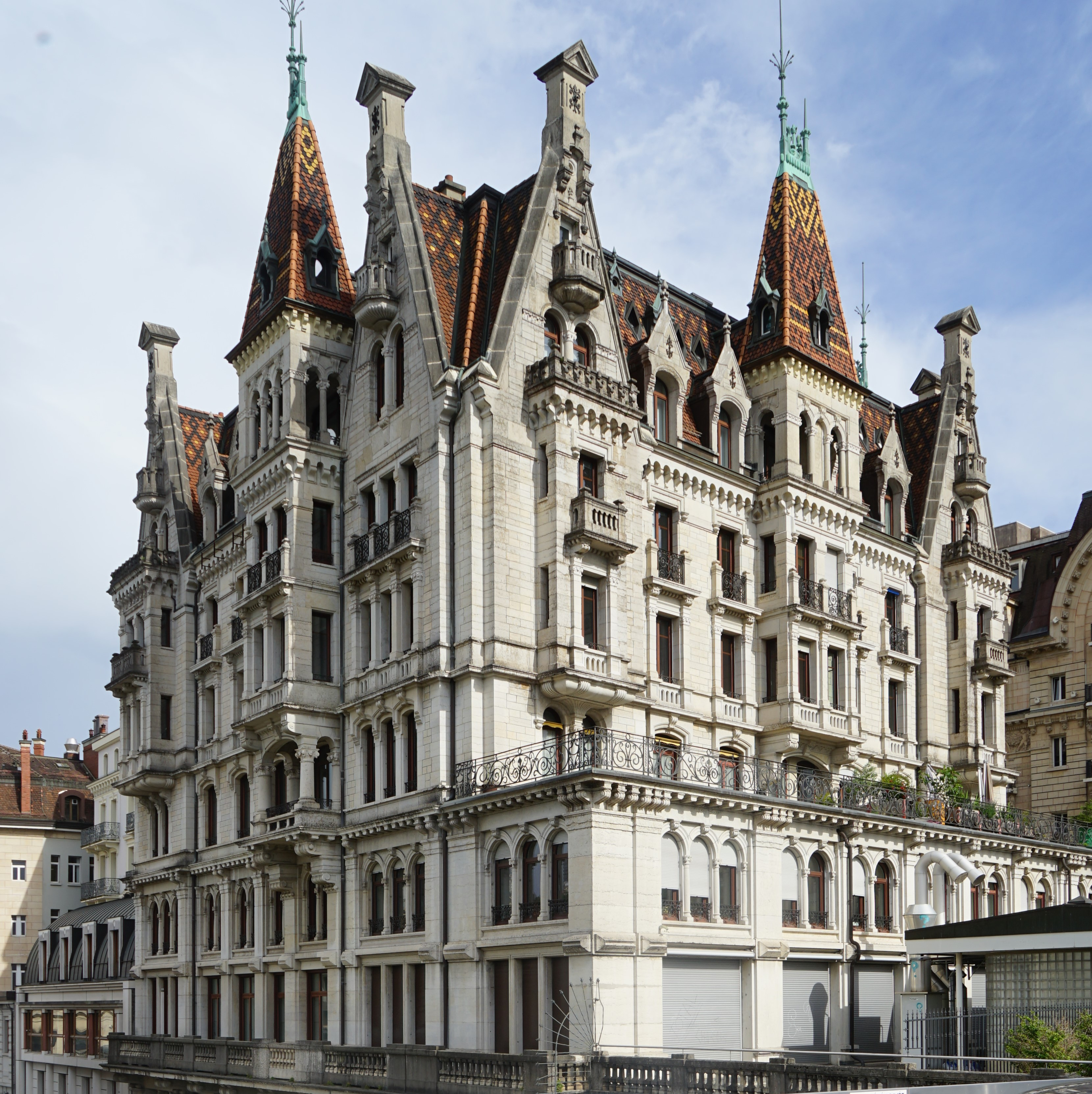
Ansicht von Nordwesten, 2025

Das Maison Mercier in Lausanne im Kanton Waadt in der Schweiz wurde 1900 fertiggestellt. Das Wohn- und Bürogebäude im Stil des Historismus ist Teil des Schweizerischen Inventars der Kulturgüter von nationaler Bedeutung.
Das Wohn- und Bürogebäude steht im Quartier Montbenon im Stadtteil Centre. Mit dem Justizpalast dominiert es den Höhenzug des Montbenon oberhalb des Quartiers Le Flon. Es steht in Hanglage an der Rue du Grand-Chêne 8. Das gegenüberliegende «Hôtel Lausanne-Palace» gehört zu den Kulturgütern von regionaler Bedeutung.
Bauherr war der Unternehmer Jean-Jacques Mercier, dessen Unternehmen ein wesentlicher Teil des Güterbahnhofs Le Flon gehörte. Es ist Ergebnis seiner Zusammenarbeit mit dem Architekten Francis Isoz, der dort im Anschluss auch ein Geschäftsgebäude mit Waggonaufzug realisierte.
Das Bauwerk wurde von 1898 bis 1900 errichtet. Stilistisch vereint es Einflüsse der Gotik, der Renaissance und des Regionalismus. Über dem Strassenniveau erheben sich sechs Geschosse. Bedingt durch die Hanglage kommen von Le Flon aus fünf weitere Stockwerke hinzu. Die hohe, asymmetrische und «malerische» Silhouette wird durch eine Vielzahl von Giebeln und Erker geprägt. Der Eingangsbereich ist mit Trompe-l’œil-Marmordekor luxuriös gestaltet.

## Belege
1. 1 2 3   Maison Mercier (Rue du Grand-Chêne No 8). Französisch; PDF, abgerufen am 4. Juli 2025.
2. ↑  KGS-Nr.: 06169.

Koordinaten: 46° 31′ 11,4″ N, 6° 37′ 51,3″ O; CH1903: 538020 / 152378